# IndyCar Series
De NTT IndyCar Series is een Amerikaans georiënteerde formuleracingklasse die in 1994 is ontstaan nadat de eigenaars van de Indianapolis Motor Speedway voor een afsplitsing zorgden van de Champ Car. In 1996 werd het eerste Indy Racing League kampioenschap gehouden. Het bestond slechts uit drie races, waaronder de Indianapolis 500, die voortaan van de Champ Car-kalender verdween. Vanaf 2003 werd het kampioenschap bekend onder de naam IndyCar Series, de naam Indy Racing League werd verder gebruikt om de organisatie aan te duiden die zowel de IndyCar Series als de Indy Lights, organiseert. Sinds 2011 wordt de naam IRL niet meer gebruikt. Vanaf 2010 organiseert de IndyCar-organisatie een derde raceklasse, de Amerikaanse F2000 (U.S. F2000) die eerder in 2006 voor de laatste keer gehouden werd.

## Oprichting, afsplitsing en hereniging

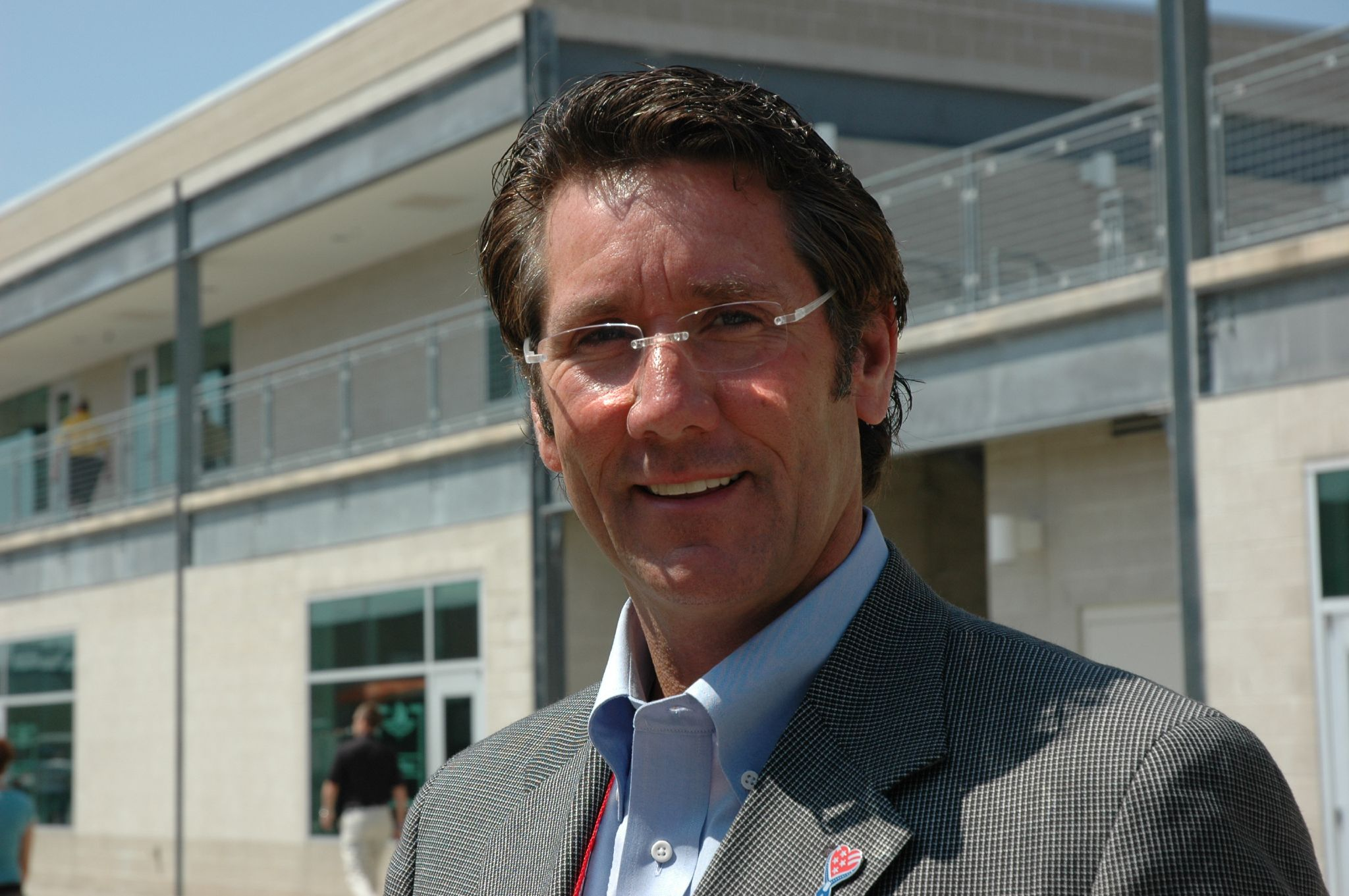
Tony George, oprichter van de Indy Racing League.

Tony George, baas van de firma Hulman en Co, dat sinds 1945 eigenaar is van de Indianapolis Motor Speedway had in 1991 een poging ondernomen om het Champ Car-kampioenschap over te kopen, maar hij faalde. In 1994 verliet hij de raad van bestuur van de Champ Car-organisatie waarin hij tot dan toe zetelde en richtte de Indy Racing League op, dat een concurrerend kampioenschap ging organiseren. In 2003 werd de organisatie die het Champ Car-kampioenschap organiseerde (CART) voor de eerste keer failliet verklaard. Een nieuwe organisatie werd opgericht (CCWS) maar ook dat ging in 2008 failliet waarna er een overeenkomst kwam dat de Indy Racing League organisatie de Champ Car kocht en na twaalf jaar was de hereniging een feit. In juli 2009 raakte bekend dat Tony George ontslag nam als bestuursvoorzitter van de Indy Racing League. Momenteel wordt de leiding van de organisatie waargenomen door Randy Bernard.

## Kampioenschappen
In 1996 startte het kampioenschap onder de naam Indy Racing League. Vanaf 2003 werd de naam van het kampioenschap veranderd in IndyCar series, nadat er een overeenkomst was bereikt over het gebruik van de naam met de toenmalige organisatie van het Champ Car-kampioenschap, die IndyCar World Series luidde.
Oorspronkelijk werd er uitsluitend op ovale circuits gereden, maar vanaf het seizoen 2005 werden er ook enkele andere circuits gebruikt. Vanaf 2010 staan er meer andere circuits op de kalender dan ovale circuits. In 2011 staan zeven ovale circuits, zes stratencircuits en drie permanente circuits op het programma.
Vanaf 2002 organiseert de Indy Racing League ook de Indy Lights, dat voorheen in handen was van de organisatie van het Champ Car-kampioenschap. De opstapklasse kreeg in 2002 de naam IRL Infiniti Pro Series, veranderde in 2006 naar IRL Indy Pro Series en vanaf 2008 kreeg het de naam Indy Lights.
Vanaf 2010 organiseert de Indy Racing League ook de U.S. F2000, die eerder al in 2006 voor de laatste keer gehouden werd.

## Teams, wagens en motoren

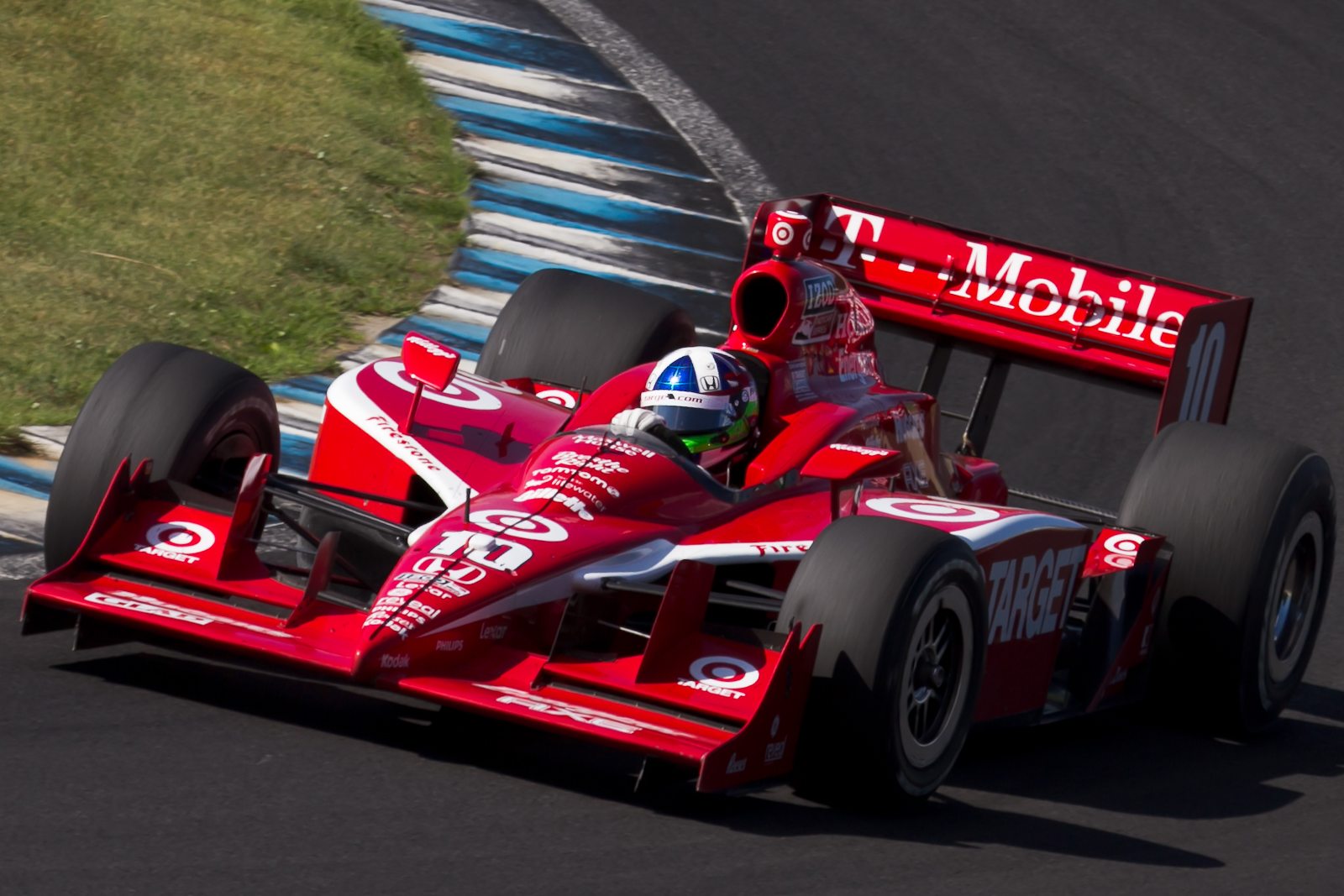
Meervoudig kampioen Franchitti in 2011.

Toen het kampioenschap in 1996 begon, bleven heel wat grote teams in het Champ Car kampioenschap rijden. Het team van A.J. Foyt was er in 1996 al bij, net zoals het voormalige Menard team. Vanaf het begin van de jaren 2000 stapte heel wat grote teams over naar de Indy Racing League, zoals onder meer het Chip Ganassi Racing team, het Andretti Green Racing team en het Penske Racing team. Het Newman/Haas/Lanigan Racing team bleef in de Champ Car series totdat deze ophield te bestaan in 2007 en maakte dan de overstap naar de Indy Racing League.
Chip Ganassi Racing is recordhouder met vier gewonnen kampioenschappen.
In het verleden werden er onder meer wagens gebruikt van autobouwers Lola, Reynard en Panoz. Voor het seizoen van 2011 gebruiken alle teams een chassis van autobouwer Dallara. Motoren werden in het verleden gebruikt van onder meer de fabrikanten Oldsmobile, Cosworth, Chevrolet en Toyota. Voor het seizoen 2011 gebruikt elk team een motor van Honda.
Voor het seizoen 2012 is besloten om het oude Dallara-chassis te vervangen door een compleet nieuw chassis (ook van Dallara) waarbij elk team zijn eigen aerokit (bodypanelen, aerokit, sidepods en vleugels) kan bouwen die uiteindelijk op een standaard chassis komen. Honda wordt ook niet langer meer de enige motor aangezien Chevrolet zijn comeback maakt en er ook sprake is dat Lotus met back-up van Cosworth motoren zou gaan leveren.

## Het puntensysteem
Vanaf 2009 werd er een kleine wijziging aan het puntensysteem doorgevoerd. Voorheen kreeg de rijder die de meeste ronde aan de leiding reed drie bonuspunten. Dat werd teruggebracht naar twee bonuspunten en de rijder die op poleposition staat krijgt nu ook een bonuspunt.
| Positie in de race | 1  | 2  | 3  | 4  | 5  | 6  | 7  | 8  | 9  | 10 | 11 | 12 | 13 | 14 | 15 | 16 | 17 | 18-24 | 25-33 | PP | RL |
| ------------------ | -- | -- | -- | -- | -- | -- | -- | -- | -- | -- | -- | -- | -- | -- | -- | -- | -- | ----- | ----- | -- | -- |
| Punten             | 50 | 40 | 35 | 32 | 30 | 28 | 26 | 24 | 22 | 20 | 19 | 18 | 17 | 16 | 15 | 14 | 13 | 12    | 10    | 1  | 2  |

PP = poleposition, RL = meeste ronden aan de leiding

## Nederland en België
Nederlands coureur Arie Luyendyk reed drie volledige seizoenen in het kampioenschap. Hij won in totaal vier races. In 1996 won hij de race op het circuit van Phoenix. In 1997 won hij de Indianapolis 500 voor de tweede keer, hij won deze race ook in 1990 toen het nog deel uitmaakte van de Champ Car series. Hij won dat jaar ook op het circuit van Fort Worth. In 1998 won hij de laatste race van het seizoen in Texas. Vanaf 1999 reed hij nog drie keer op Indianapolis. In 1997 en 1998 won hij de trofee van meest populaire coureur.
Arie Luyendyk jr. reed de Indianapolis 500 van 2006, hij werd pas achtentwintigste. Hij nam in 2008 deel aan de Indy Lights series en won de race op het circuit van Chicago en werd vierde in de eindstand van het kampioenschap. Junior Strous rijdt het Indy Lights kampioenschap van 2009 voor het ASR-Nelan Racing team.
Robert Doornbos kwam in 2009 uit voor het team van Newman-Haas-Lanigan Racing in de IndyCar series. Zijn teamgenoot was de Amerikaan Graham Rahal. Halverwege het seizoen verliet hij dit team echter, en verbond hij zich tot 2010 aan HVM Racing, waar hij reed met startnummer 33.
Belgisch coureur Bertrand Baguette reed het kampioenschap van 2010 voor Conquest Racing. Zijn beste resultaat was een tiende plaats Kentucky Speedway. In 2011 reed hij uitsluitend de Indianapolis 500 voor Rahal Letterman Racing. Hij kwam elf ronden voor het einde van de race aan de leiding, maar moest drie ronden voor het einde nog een snelle pitstop maken en eindigde op de zevende plaats in de race.
De Nederlandse coureur Rinus van Kalmthout reed van 2020 tot 2025 voor het Ed Carpenter Racing team in de Indycar Series. Rinus VeeKay won in mei 2021 de Indianapolis Grand Prix en is hiermee de tweede Nederlandse coureur die een race in de Indycar Series wint. Vanaf 2025 rijdt hij voor Dale Coyne Racing.

## Kampioenstitels
| Jaar    | Coureur                  | Team                                      | Rookie van het jaar |
| ------- | ------------------------ | ----------------------------------------- | ------------------- |
| 1996    | Scott Sharp Buzz Calkins | A.J. Foyt Enterprises Bradley Motorsports | niet uitgereikt     |
| 1996-97 | Tony Stewart             | Team Menard                               | Jim Guthrie         |
| 1998    | Kenny Bräck              | A.J. Foyt Enterprises                     | Robby Unser         |
| 1999    | Greg Ray                 | Team Menard                               | Scott Harrington    |
| 2000    | Buddy Lazier             | Hemelgarn Racing                          | Airton Daré         |
| 2001    | Sam Hornish jr.          | Panther Racing                            | Felipe Giaffone     |
| 2002    | Sam Hornish jr.          | Panther Racing                            | Laurent Rédon       |
| 2003    | Scott Dixon              | Chip Ganassi Racing                       | Dan Wheldon         |
| 2004    | Tony Kanaan              | Andretti Green Racing                     | Kosuke Matsuura     |
| 2005    | Dan Wheldon              | Andretti Green Racing                     | Danica Patrick      |
| 2006    | Sam Hornish jr.          | Penske Racing                             | Marco Andretti      |
| 2007    | Dario Franchitti         | Andretti Green Racing                     | Ryan Hunter-Reay    |
| 2008    | Scott Dixon              | Chip Ganassi Racing                       | Hideki Mutoh        |
| 2009    | Dario Franchitti         | Chip Ganassi Racing                       | Raphael Matos       |
| 2010    | Dario Franchitti         | Chip Ganassi Racing                       | Alex Lloyd          |
| 2011    | Dario Franchitti         | Chip Ganassi Racing                       | James Hinchcliffe   |
| 2012    | Ryan Hunter-Reay         | Andretti Autosport                        | Simon Pagenaud      |
| 2013    | Scott Dixon              | Chip Ganassi Racing                       | Tristan Vautier     |
| 2014    | Will Power               | Penske Racing                             | Carlos Muñoz        |
| 2015    | Scott Dixon              | Chip Ganassi Racing                       | Gabby Chaves        |
| 2016    | Simon Pagenaud           | Team Penske                               | Alexander Rossi     |
| 2017    | Josef Newgarden          | Team Penske                               | Ed Jones            |
| 2018    | Scott Dixon              | Chip Ganassi Racing                       | Robert Wickens      |
| 2019    | Josef Newgarden          | Team Penske                               | Felix Rosenqvist    |
| 2020    | Scott Dixon              | Chip Ganassi Racing                       | Rinus VeeKay        |
| 2021    | Álex Palou               | Chip Ganassi Racing                       | Scott McLaughlin    |
| 2022    | Will Power               | Team Penske                               | Christian Lundgaard |
| 2023    | Álex Palou               | Chip Ganassi Racing                       | Marcus Armstrong    |
| 2024    | Álex Palou               | Chip Ganassi Racing                       | Linus Lundqvist     |

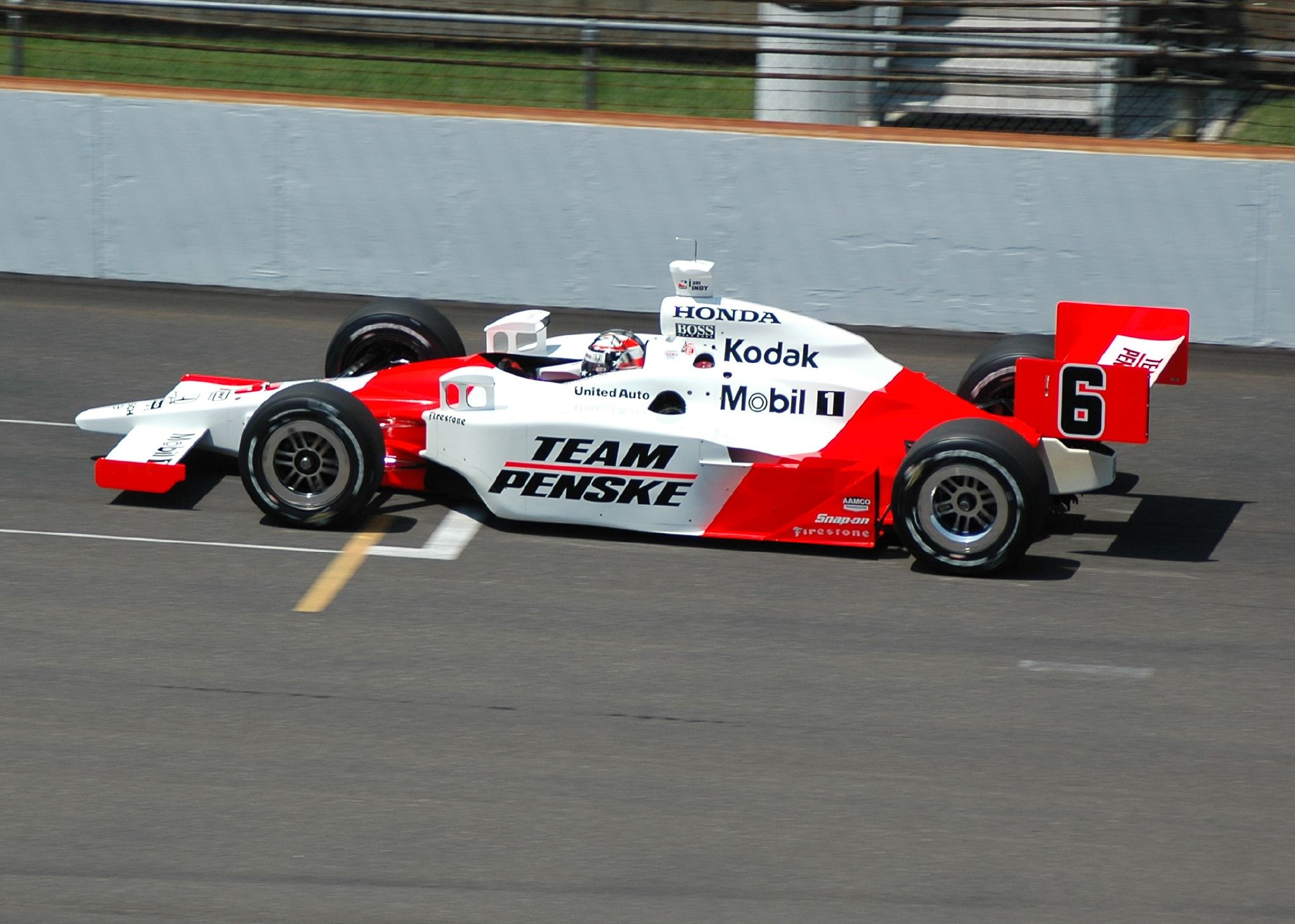
Meervoudig IndyCar-kampioen Sam Hornish jr. tijdens het Indianapolis 500 weekend in 2007.

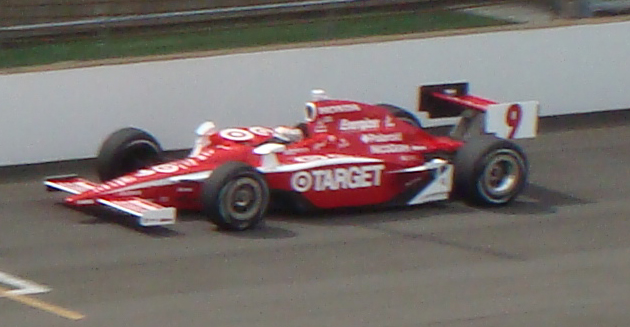
Meervoudig IndyCar-kampioen Scott Dixon in 2008.

- In 1996 werden Scott Sharp en Buzz Calkins beiden tot kampioen uitgeroepen nadat ze evenveel punten hadden behaald.
- In 2006 hadden Sam Hornish jr. en Dan Wheldon evenveel punten, maar Hornish won de titel omdat hij meer races gewonnen had.
- In 2015 hadden Scott Dixon en Juan Pablo Montoya evenveel punten, maar Dixon won de titel omdat hij meer races gewonnen had.